# Ølsemagle Sogn
Ølsemagle Sogn er et sogn i Køge Provsti (Roskilde Stift).
I 1800-tallet var Ølsemagle Sogn, der hørte til Ramsø Herred i Roskilde Amt, anneks til Køge Sogn. Det lå i Køge Købstad, som kun geografisk hørte til herredet. Ølsemagle sognekommune blev ved kommunalreformen i 1970 indlemmet i Køge Kommune.
I Ølsemagle Sogn ligger Ølsemagle Kirke.
I sognet findes følgende autoriserede stednavne:
- Lynghuse (bebyggelse)
- Ølsemagle (bebyggelse, ejerlav)